# Матіс Ламбур
Матіс Тьєррі Ламбур Фронт'єр (фр. Mathis Thierry Lambourde Frontier, нар. 9 січня 2006, Ле-Ліла, Франція) — французький футболіст гваделупського походження, нападник італійського клубу «Верона».

## Ігрова кар'єра

### Клубна
Свою футбольну кар'єру Матіс Ламбур починав в рідному місті Ле-Ліла. Пізніше він перейшов до клубної академії столичного «Парі Сен-Жермен». З 2021 року футболіст грав за молодіжні команди «Ренна».
Сезон 2022/23 Ламбур почав у другій команді «Ренна» в Національному дивізіоні. Єдину гру в першій команді Ламбур провів 16 вересня 2023 року, коли вийшов на заміну в матчі чемпіонату Франції проти «Лілля».
В серпні 2024 року Ламбур перебрався до Італії, де підписав п'ятирічний контракт з «Вероною». Першу гру в новій команді нападник провів 20 вересня 2024 року.

### Збірна
В 2023 році в складі юнацької збірної Франції (U-17) Матіс Ламбур брав участь у юнацькому чемпіонаті Європи в Угорщині та в юнацькому чемпіонаті світу в Індонезії. В обох турнірах збірна Франції посіла друге місце.

## Титули
Франція (U-17)
 Віце - чемпіон Європи: 2023
 Віце - чемпіон світу: 2023

## Особисте життя
В серпні 2024 року Матіс Ламбур отримав вирок у вигляді двох років позбавлення волі умовно за скоєне ДТП зі смертельним наслідком.